# Atlant Mytichtchi
L'Atlant Mytichtchi (en russe : Атлант Мытищи) est un club de hockey sur glace de Mytichtchi, dans l'oblast de Moscou, en Russie. Il évolue dans la KHL.

## Historique
Le club a été fondé en 1953 sous le nom de Khimik Voskressensk et joue en championnat d'URSS dès 1955. De 1955 à 1957, le club a été nommé Khimik Moscou. En 2005, l'équipe déménage de Voskressensk vers Mytichtchi, où une nouvelle patinoire de 9000 places venait d'être construite. 

Logo du Khimik (2005-2008)

Ce club prend le nom de Khimik Moskovskaïa Oblast et évolue dans la Superliga. Pour le remplacer, un « second » Khimik Voskressensk est créé la même dans sa ville d'origine et s'engage dans la division inférieure, la Vyschaïa Liga. En 2008, le Khimik Moskovskaïa Oblast est renommé Atlant Mytichtchi lors de son entrée dans la KHL. L'équipe est entraînée par Nikolaï Borchtchevski .

Logo de 2010 à 2013

## Saisons après saisons
Note : PJ : parties jouées, V : victoires, VP: victoires en prolongation, VF: victoires en fusillade, D : défaites, N : matchs nuls, DP : défaite en prolongation, DTF : défaite en fusillade, Pts : Points, BP : buts pour, BC : buts contre.

### Saisons en KHL
| Saison    | PJ | V  | VP | VTB | D  | DP | DTB | BP  | BC  | Pts | Classement | Séries éliminatoires |
| --------- | -- | -- | -- | --- | -- | -- | --- | --- | --- | --- | ---------- | --- |
| 2008-2009 | 56 | 35 | 3  | 4   | 11 | 1  | 2   | 189 | 111 | 122 | 5e/24      | Traktor Tcheliabinsk 3-0 (huitième de finale) Metallourg Magnitogorsk 3-1 (quart de finale)                                                                       |
| 2009-2010 | 56 | 24 | 4  | 9   | 16 | 2  | 1   | 173 | 137 | 101 | 6e/24      | Lokomotiv Iaroslavl 3-1 (huitième-finale) |
| 2010-2011 | 54 | 21 | 4  | 7   | 16 | 2  | 4   | 138 | 115 | 91  | 8e/23      | Severstal Tcherepovets 4-2 (huitième-finale) SKA Saint-Pétersbourg 4-3 (quart de finale) Lokomotiv Iaroslavl 4-2 (demi-finale) Salavat Ioulaïev Oufa 4-1 (finale) |
| 2011-2012 | 54 | 20 | 4  | 7   | 19 | 0  | 4   | 130 | 134 | 86  | 9e/23      | Severstal Tcherepovets 4-2 (huitième-finale) SKA Saint-Pétersbourg 4-2 (quart de finale)                                                                          |
| 2012-2013 | 52 | 19 | 1  | 3   | 21 | 4  | 4   | 137 | 141 | 73  | 17e/26     | SKA Saint-Pétersbourg 4-1 (huitième de finale) |
| 2013-2014 | 54 | 19 | 1  | 7   | 22 | 22 | 3   | 123 | 120 | 78  | 17e/28     | Non qualifié |
| 2014-2015 | 60 | 23 | 1  | 3   | 25 | 3  | 5   | 158 | 161 | 85  | 16e/28     | Non qualifié |